# Jogmai
Jogmai (nep. जोगमाई) – gaun wikas samiti we wschodniej części Nepalu w strefie Meći w dystrykcie Ilam. Według nepalskiego spisu powszechnego z 2001 roku liczył on 674 gospodarstw domowych i 3464 mieszkańców (1663 kobiet i 1801 mężczyzn).